# اوکایاما

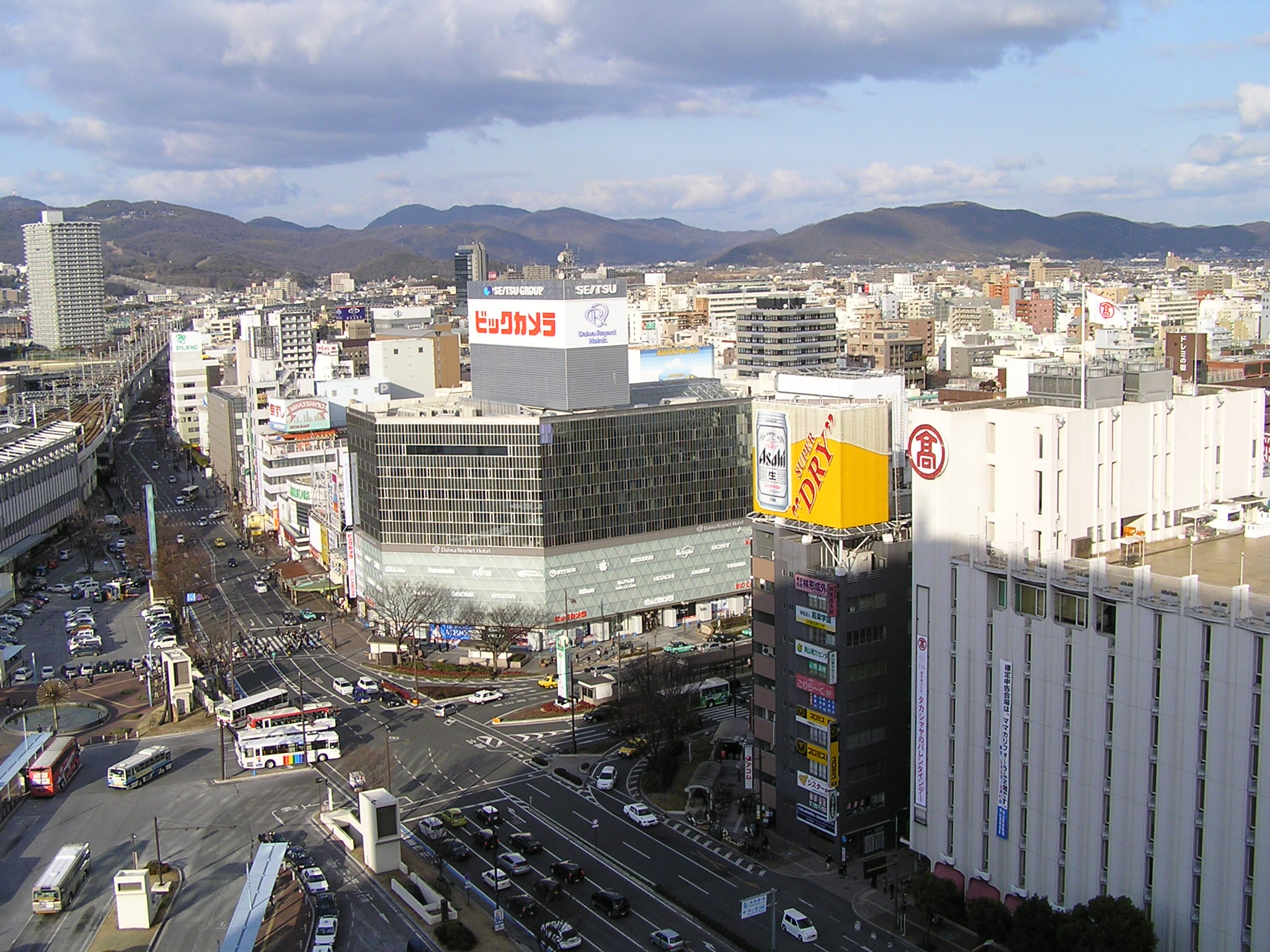
نمای عمومی شهر اوکایاما.

اوکایاما شهری است در کشور ژاپن. این شهر مرکز استان اوکایاما در جزیره هونشو است.
جمعیت این شهر در سال ۲۰۰۵ میلادی برابر ۶۹۸۰۰۰ نفر برآورد شده‌است.